# Епархия Сент-Анн-де-Ла-Покатьера
Епа́рхия Сент-Анн-де-Ла-Покатье́ра (лат. Dioecesis Sanctae Annae Pocatierensis) — епархия Римско-Католической церкви с центром в городе Ла-Покатьер, Канада. Епархия Сент-Анн-де-Ла-Покатьера входит в архиепархию Квебека. Кафедральным собором епархии является церковь святой Анны.

## История
23 июня 1951 года Римский папа Пий XII издал буллу Sollerti studio, которой учредил епархию Сент-Анн-де-Ла-Покатьера, выделив её из архиепархии Квебека.

## Ординарии епархии
- епископ Bruno Desrochers (13.07.1951 — 24.05.1968);
- епископ Charles Henri Lévesque (17.08.1968 — 24.11.1984);
- епископ André Gaumond (31.05.1985 — 16.02.1995);
- епископ Clément Fecteau (10.05.1996 — 18.10.2008);
- епископ Yvon Moreau (18.10.2008 — по настоящее время).

## Источник
- Annuario Pontificio, Libreria Editrice Vaticana, Città del Vaticano, 2003, ISBN 88-209-7422-3
- Булла Sollerti studio, AAS 43 (1951), стр. 833  (лат.)